# Viorica Viscopoleanu
Viorica Viscopoleanu (Storožynec', 8 agosto 1939) è un'ex lunghista rumena.

## Biografia
Nata ad Storožynec' all'epoca in Romania in seguito Ucraina, ai Giochi della XIX Olimpiade vinse l'oro nel salto in lungo ottenendo un risultato migliore della britannica Sheila Sherwood (medaglia d'argento) e della russa Tat'jana Talyscheva.

## Palmarès
| Anno | Manifestazione  | Sede              | Evento         | Risultato | Misura | Note            |
| ---- | --------------- | ----------------- | -------------- | --------- | ------ | --------------- |
| 1968 | Giochi olimpici | Città del Messico | salto in lungo | Oro       | 6,82 m | Record mondiale |